# 중계기

전파 중계기가 신호를 재전송하고 있다.

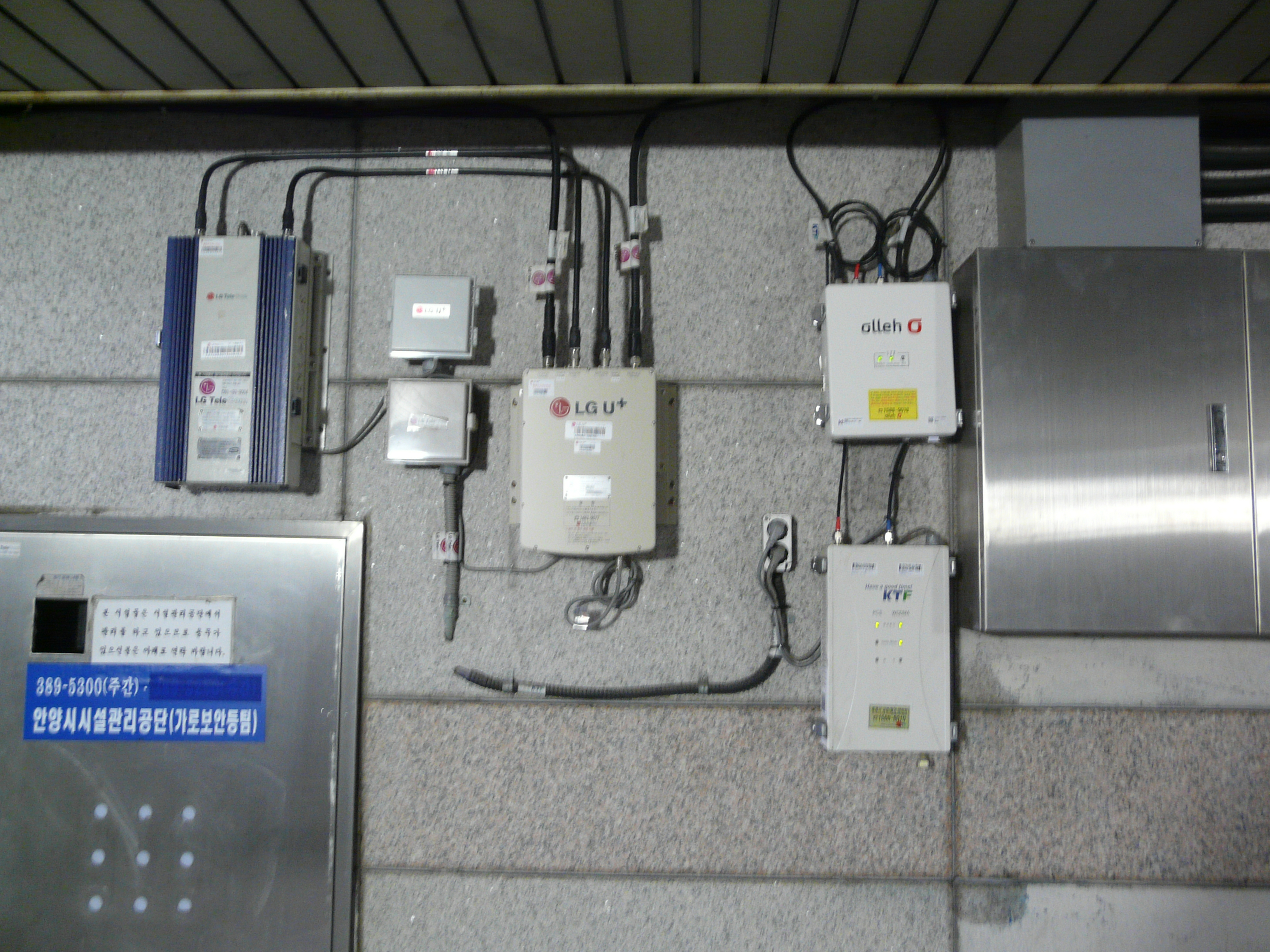
건물 내에 설치된 이동통신사의 중계기들

중계기(中繼器, 영어: repeater, 문화어: 반복기)는 신호를 받아 더 높은 수준에 더 높은 힘으로 방해가 되는 곳의 반대 쪽으로 재전송함으로써 신호가 더 먼 거리에 다다를 수 있게 도와 주는 전자 기기이다. 라디오 중계기(radio repeater), 전화 중계기(telephone repeater) 등이 있다.

## 설명
전기 통신 분야에서 "중계기"라는 용어는 다음과 같은 의미를 표준으로 잡고 있다:
1. 원본이 아날로그냐 디지털이냐에 관계 없이 입력 신호를 증폭,복원시키는 아날로그 장치
2. 재전송을 위해 디지털 입력 신호를 증폭하고 형태를 바꾸고 결합을 수행하는 디지털 장치[1]

중계기는 실제 물리 신호와 동작하고 전송되는 데이터를 해석하려고 시도하지는 않으므로 이 기기는 OSI 모델의 첫 번째 계층인 물리 계층에서 동작한다.

## 같이 보기
- 네트워크 허브